# Recreio dos Bandeirantes
Recreio dos Bandeirantes eller vanligen Recreio är en stadsdel i Rio de Janeiros Zona Oeste, väster om Barra da Tijuca. Recreio har, liksom Barra, en lång sandstrand, men husen är lägre och orten grönare.

## Förvaltningsindelning
Stadsdelen (bairro) Recreio dos Bandeirantes har 82 240 invånare (2010). Den ingår i administrativregionen "Barra da Tijuca" (RA XXIV).

## Kommunikationer
Viktigaste vägen mot centrala Rio de Janeiro är över den ofta överbelastade motorvägen Linha Amarela (gula linjen).
Lokaltrafiken utförs mest av bussar.

## Turism

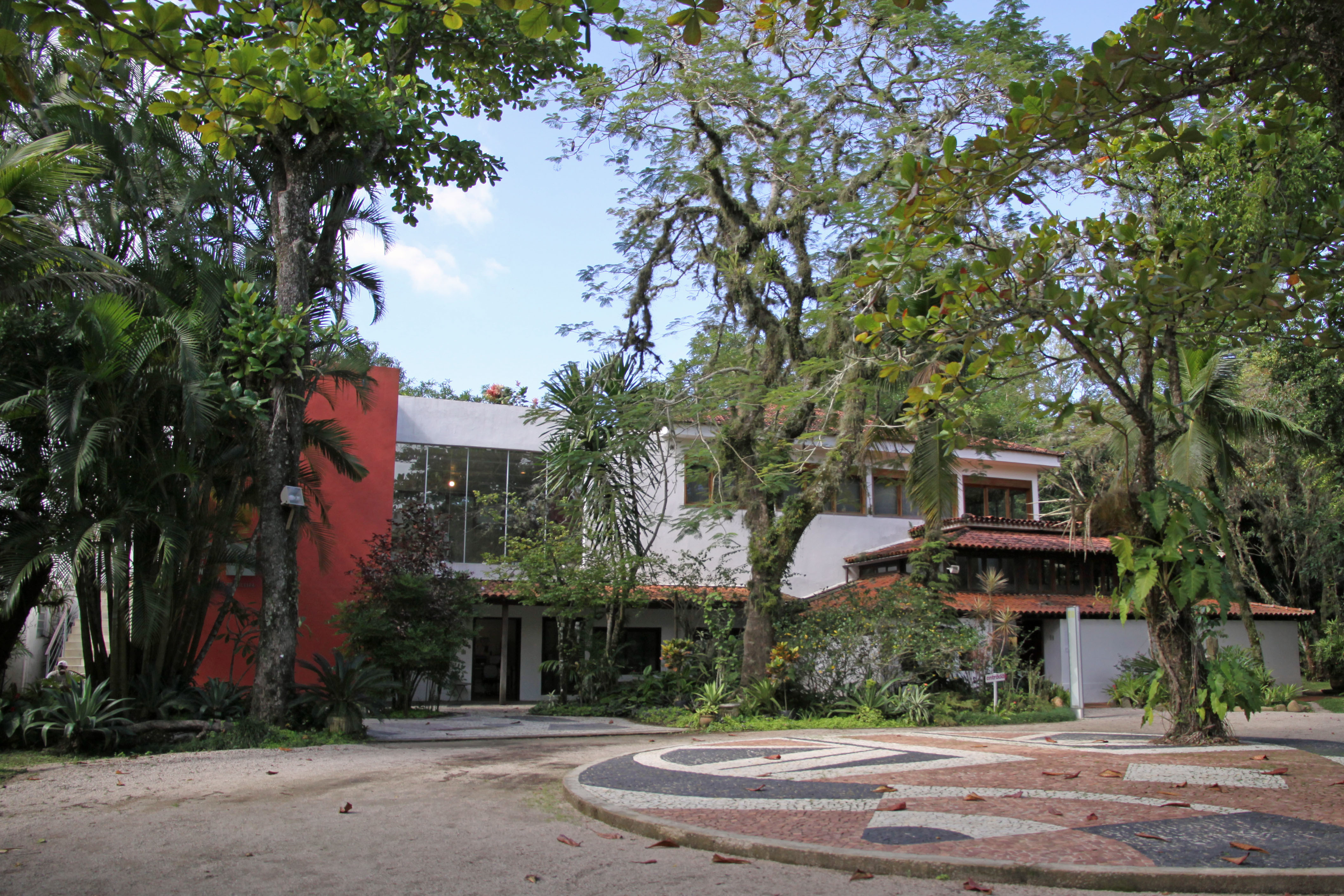
Folkkonstmuseet Casa do Pontal.

Förutom stranden finns ett museum för brasiliansk folkkonst: Museu Casa do Pontal.